# Bataille de Damaturu (2014)
Insurrection de Boko Haram
La quatrième bataille de Damaturu se déroule le 1er décembre 2014 pendant l'insurrection de Boko Haram.

## Déroulement
Le 1er décembre 2014, à l'aube, la ville de Damaturu est attaquée par les forces de Boko Haram. Ces dernières commencent par assaillir et incendier les locaux de la police de Gujba Road, où ils infligent d'importantes pertes. Ils se dirigent ensuite dans des quartiers résidentiels,,,,.
De nombreux habitants fuient dans la brousse, un responsable gouvernemental anonyme déclare : « c'est le chaos dans toute la ville ». 
Les combats se portent également près de la prison et de la résidence du gouverneur de l'État.
Les forces nigérianes parviennent finalement à repousser les djihadistes dans la soirée à la suite d'une intervention aérienne et terrestre.

## Les pertes
Après l'attaque, 115 corps sont amenés à la morgue de l'hôpital Sani Abacha, tous vêtus d'habits civils. 38 policiers sont également tués selon le porte-parole de la police nigériane, Emmanuel Ojukwu. L'armée compte de son côté six morts.
78 personnes sont également blessées, dont 53 ont pu quitter l'hôpital à la date du 4 décembre.
Les pertes de Boko Haram sont estimées à plus d'une quarantaine de morts selon des membres de milices privées.